# Tramway d'Olsztyn
Le tramway d'Olsztyn a fonctionné de 1907 à 1965 à Allenstein/Olsztyn, aujourd'hui la voïvodie de Varmie-Mazurie (Pologne).
Depuis 2015, Olsztyn dispose d'un nouveau réseau de tramway. C'est le seul en Pologne à ne pas avoir de boucle de retournement et il repose donc sur des véhicules bidirectionnels (en) – et le seul adapté au matériel roulant d’une largeur de 2 500 mm. L'opérateur du réseau est Zarząd Dróg, Zieleni i Transportu w Olsztynie, l'office municipal des routes, des espaces verts et des transports.

## Exploitation du tramway à l'échelle du mètre de 1907 à 1965
Dans la ville d'Allenstein, située en Prusse-Orientale (Royaume de Prusse, Empire allemand), la construction d'un tramway électrique a été discutée au début des années 1900. Aucun entrepreneur privé ne s'étant montré intéressé, le conseil municipal décide, le 17 juillet 1906, de construire une centrale électrique et un tramway. Le tramway était à voie unique et construit en mètres. Le 15 décembre 1907, le service a débuté, avec deux lignes en service (équivalents polonais à partir de 2016) :
Ligne 1 Gare-Remontemarkt (aujourd'hui : Gare Olsztyn Główny (de)-Plac Roosevelta).
Ligne 2 Guttstädter Strasse-Jakobsberg (aujourd'hui : 1 Maja-Jakubowo).
En 1909, la ligne 1 a été prolongée de Remontemarkt à l'arrêt Allenstein West (aujourd'hui : Gare Olsztyn Zachodni (de)). La ligne 1 fonctionne toutes les 7,5 minutes, la ligne 2 toutes les 15 minutes.
L'adaptation à la croissance de la ville n'a pas eu lieu au début. Ce n'est qu'en 1930 que le réseau de tramway a été étendu pour la dernière fois, la ligne 1 a été prolongée jusqu'à Jahnweg (aujourd'hui : ul. Jeziorej), pour laquelle une courte section de la ligne précédente jusqu'à l'arrêt Alleinstein West a été fermée.
En septembre 1939, l'opération avec les trolleybus a été lancée à Allenstein. La ligne 2 de trolleybus ouverte en 1940 a remplacé la ligne de tramway 2. Depuis lors, seule la ligne 1 a été exploitée en tant que seule ligne de tramway.
En mars 1945, l'exploitation des tramways et des trolleybus fut arrêtée à la suite de la Seconde Guerre mondiale. Le 23 mai 1945, Allenstein fut annexée à la Pologne en tant que partie du sud de la Prusse orientale. Le 30 avril 1946, le service de tramway fut repris. La ligne 2 a été rouverte le 28 juin 1946. Le tramway était de moins en moins en mesure de répondre à la demande, les lignes à voie unique rendaient l'exploitation lourde. Le 20 novembre 1965, le tramway a été arrêté sur les deux lignes.
En 1971, l'opération de trolleybus s'est également terminée à Olsztyn.